# Георгій Близнашський
Георгій Петков Близнашський (болг. Георги Петков Близнашки; нар. 4 жовтня 1956, с. Скравена, Софійська область, Болгарія) — болгарський науковець-правник та політик. 5 серпня 2014 стало відомо, що президент Болгарії Росен Плевнелієв призначить Георгія Близнашського тимчасово виконуючим обов'язки прем'єр-міністра країни.

## Освіта
У 1982 р. закінчив юридичний факультет Софійського університету. Після захисту дисертації на тему «Постійні комісії Народних зборів» у 1988 року отримав науковий ступінь кандидата наук (сьогодні доктор).
Вільно володіє англійською і російською мовами.

## Професійна кар'єра
Спеціалізується на Великій Британії та Росії. Викладач юридичного факультету Софійського університету: асистент (1983), доцент (2003), професор з конституційного права (2009). Також викладає в інших університетах: Новий болгарський університет, Варненський вільний університет імені Чорноризця Храбра та інші.
Автор книг «Парламентське управління в Болгарії» (1995), «Принципи парламентського управління» (1997), «Форма держави. Сучасні конституційні виміри» (1999), «Конституціоналізм і демократія» (2009), багатьох наукових досліджень і статей.

## Політична діяльність
Георгій Близнашський був членом 36-их (1991–1994) і 40-их (2005–2009) Народних зборів Болгарії від Болгарської соціалістичної партії (БСП).
З вересня 2005 по грудень 2006 р. був спостерігачем в Європарламенті як представник «Коаліції за Болгарію».
З 1 січня по 5 червня 2007 р. — член Європарламенту. Входив до Групи соціалістів. Був членом Комітету з питань внутрішнього ринку та захисту прав споживачів. Входив до Делегації зі зв'язків з країнами Східної Європи.
У 2011 р. Георгі Блізнашкі мав намір брати участь у виборах президента Болгарії від БСП, але поступився Івайло Калфіну.
У 2013 р., після скандалу з призначенням медіамагната Деляна Пеєвського на посаду керівника органів держбезпеки, дистанціювався від БСП і підтримав антиурядові виступи.
У березні 2014 року Національна рада Болгарської соціалістичної партії припинила членство Георгій Близнашський «за підрив престижу партії».